# غيلبرت (أركنساس)
غيلبرت (بالإنجليزية: Gilbert, Arkansas)‏ هي بلدة أمريكية تقع في الولايات المتحدة في مقاطعة سيرسي، أركنسو. يقدر عدد سكانها بـ 28 نسمة ومساحتها 0.8 كم2 و وترتفع عن سطح البحر 181 متر.